# 卡佩爾 (法國)
卡佩爾（法語：Cappel，法語發音：[kapɛl]；洛林法兰克语：Kapple），又譯卡佩勒，是法国摩泽尔省的一个市镇，属于福尔巴克-布莱摩泽尔区。

## 地理
卡佩爾（49°4'20"N, 6°51'0"E）面积5.97 平方千米，位于法国大東部大區摩泽尔省，该省份为法国东北部内陆省份，是洛林的一部分，西南接默尔特-摩泽尔省，东临下莱茵省，北与卢森堡和德国接壤。
与卡佩爾接壤的市镇（或旧市镇、城区）包括：巴尔斯特、比丹、法尔什维莱尔、根维莱尔、奥斯特、卢佩尔舒斯、桑布斯。

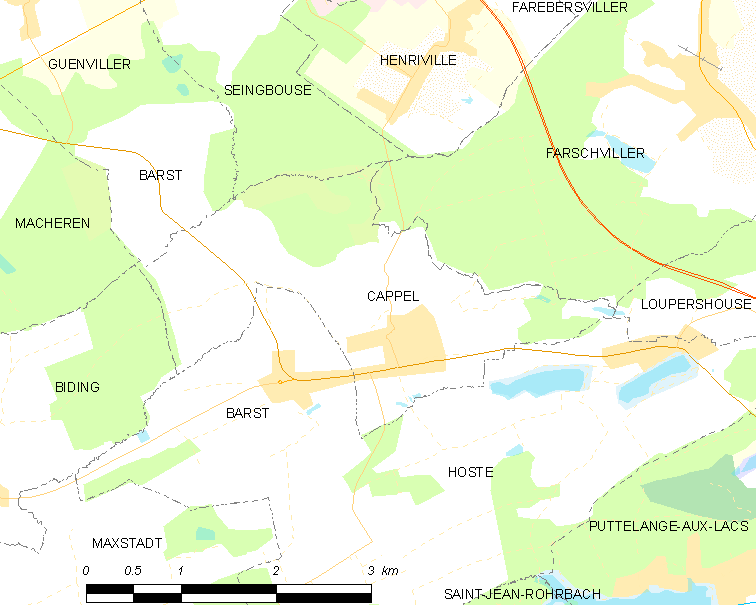
的OSM定位图

卡佩爾的时区为UTC+01:00、UTC+02:00（夏令时）。

## 行政
卡佩爾的邮政编码为57450，INSEE市镇编码为57122。

## 政治
卡佩爾所属的省级选区为弗雷曼-梅尔勒巴克县。

## 人口

1962-2008年间人口变化图示

卡佩爾于2022年1月1日时的人口数量为679人。